# Timothy Naftali
Timothy Naftali (Montreal, 31 gennaio 1962) è uno storico e giornalista canadese.

## Biografia
Nato e cresciuto in Canada, si è in seguito trasferito negli Stati Uniti per motivi di studio e infine di lavoro, collaborando con molti atenei come l'Università Yale e l'Università di Harvard, e dirigendo importanti archivi storici come il Miller Center of Public Affairs e la Richard Nixon Presidential Library and Museum (2006-2011).
Assieme ad Aleksandr Fursenko è uno dei principali studiosi della guerra fredda e in particolare della crisi dei missili di Cuba (per i suoi contributi ha ricevuto una medaglia dal Royal United Services Institute); si è occupato anche dello studio della guerra al terrorismo, dei crimi di guerra nazisti e giapponesi e della loro copertura da parte delle autorità statunitensi. Dal 2016 collabora con la CNN, ed è autore di una biografia su George H. W. Bush, così come di una su John Fitzgerald Kennedy e di studi approfonditi su Richard Nixon e lo scandalo Watergate scevri da condizionamenti politici.
Scrive inoltre articoli per quotidiani come New York Times e Washington Post. Dal 2023 è collaboratore della Columbia University.

## Opere
- (EN) Timothy Naftali e Aleksandr Fursenko, One Hell of a Gamble: Khrushchev, Castro, and Kennedy, 1958–1964, 1997, ISBN 0393040704.
- (EN) Timothy Naftali, John F. Kennedy: The Great Crises, 2001, ISBN 039304954X.
- (EN) Timothy Naftali, Blind Spot: The Secret History of American Counterterrorism, 2005, ISBN 0465092810.
- (EN) Timothy Naftali e Aleksandr Fursenko, Khrushchev's Cold War: The Inside Story of an American Adversary, 2006, ISBN 0393058093.
- (EN) Timothy Naftali, George H. W. Bush, 2007.
- (EN) Timothy Naftali, Impeachment: An American History, 2018, ISBN 1984853783.